# 東非袋蟾魚
東非袋蟾魚（学名：Perulibatrachus kilburni），為輻鰭魚綱蟾魚目蟾魚科的其中一種，分布於南非納塔爾海域，棲息深度可達75公尺，體長可達5.6公分，為底棲性魚類，生活在珊瑚礫石或岩石底質海域。

## 外部連結
東非袋蟾魚的圖片